# Дюльгеров Костянтин Іванович
Костянтин Іванович Дюльгеров (нар. 27 липня 1971, Ізмаїл — російський підприємець
українського походження, громадський діяч, меценат, колишній засновник і директор компаній «ТОВ КОНСТ», «ЗАТ САМОТЛОР», «ЗАТ СПЕЦІАЛ ЕЛЕКТРОНІК».
Костянтин Дюльгеров закінчив Ізмаїльську загальноосвітню школу № 7 у 1988 році. Після цього він провчився один рік в Ізмаїльській морехідній школі і у 1989 році вступив до Кіровоградського інституту сільсько-господарського машинобудування. Після випуску переїхав до Нижньовартовська, Російській Федерації Ханти-Мансійського автономного округу, де почав займатись підприємницькою діяльністю. Засновник і директор компаній «ТОВ КОНСТ», «ЗАТ САМОТЛОР», «ЗАТ СПЕЦІАЛ ЕЛЕКТРОНІК». Створив велику роздрібну мережу в Ханти-Мансійському окрузі, де був найбільшим продавцем товарів народного вжитку. Проживає в Україні.

## Політичне переслідування
Костянтин Дюльгєров дотримувався опозиційних політичних поглядів [до кого?] і підтримував незалежні ЗМІ [які?]. В період очікування муніципальних виборів призначених на 1 травня 2009 року, в Нижньовартовську був здійснений підпал торговельно-складського приміщення, що належало «ЗАТ СПЕЦІАЛ ЕЛЕКТРОНІК», засновником якого був Костянтин Дюльгєров. Це сталось 11 лютого 2009 року. У 2010 році по відношенню до Костянтина Дюлгєрова був посилений тиск за його політичні погляди. Було відкрито кримінальну справу по факту шахрайства (ст.. 159 КК РФ). Після довготривалого розслідування кримінальна справа була закрита через нестачу доказів. 27 травня 2011 року кримінальну справу знову було відкрито. 18 вересня 2014 року по відношенню до Костянтина Дюльгєрова було відкрито додаткову справу по ст.309 КК РФ (підкуп або змушення до свідчення). Костянтина Дюльгєрова знову оголосили в розшук, в якому він знаходиться до сьогодні. Розслідування по кримінальних справах ведеться й досі.
У 2013 році Костянтин Дюльгєров був змушений емігрувати до США. Причиною цьому слугувало політичне переслідування.

## Благодійність
26 березня 2015 року на території колишнього військового кладовища в Ізмаїльській фортеці було поновлено Монумент героям. Реконструкція пам'ятника розпочалась у березні 2013 року після повного погодження проектної документації з Управлінням охорони об'єктів культурної спадщини в Одеській області. Спонсором реконструкції був Костянтин Дюлгєров, який народився в Ізмаїлі.

## Сім'я
Батько чотирьох дітей.